# Pulakešin I.
Kralj Pulakešin I. (Pulakeśin) bio je indijski vladar i kralj koji je osnovao samostalnu dinastiju Chalukyu, a vladao je od oko 543. do oko 566. godine. Pulakešin je vladao današnjom Karnatakom te je bio sin vladara Ranarage.

## Naslov i religija
Poznat i kao Polekešin (Polekeśin), Pulakešin je bio dharma-maharaja (maharadža) i sljedbenik drevne vedske vjere. Prema teoriji, Pulakešin je aktivno promovirao vedsku religiju, što dokazuje prinošenje hinduističkih žrtava.

## Obitelj
Pulakešinova supruga bila je Durlabha-devi, koja je spomenuta kao »odana žena« na jednom natpisu. Drugi natpis spominje Pulakešina kao »miljenika« božice Lakšmi. Pulakešin je bio otac kralja Kirttivarmana I. i kralja Mangaleše te djed kralja Pulakešina II.